# 艾格勒蒙附近利谢尔
艾格勒蒙附近利谢尔（法語：Lichères-près-Aigremont，法語發音：[liʃɛʁ pʁɛ ɛɡʁəmɔ̃]）是法国勃艮第-弗朗什-孔泰大區约讷省的一个市镇，属于欧塞尔区。

## 地理
艾格勒蒙附近利谢尔（47°43'41"N, 3°51'19"E）面积16.37 平方千米，位于法国勃艮第-弗朗什-孔泰大區约讷省，该省份为法国中北部内陆省份，西接卢瓦雷省，西北接塞纳-马恩省，南至涅夫勒省，东临科多尔省，东北与奥布省接壤。
与艾格勒蒙附近利谢尔接壤的市镇（或旧市镇、城区）包括：瑟兰河畔舍米伊、艾格勒蒙、尼特里、瑟兰河畔普瓦伊、圣西尔莱科隆、韦尔芒通。

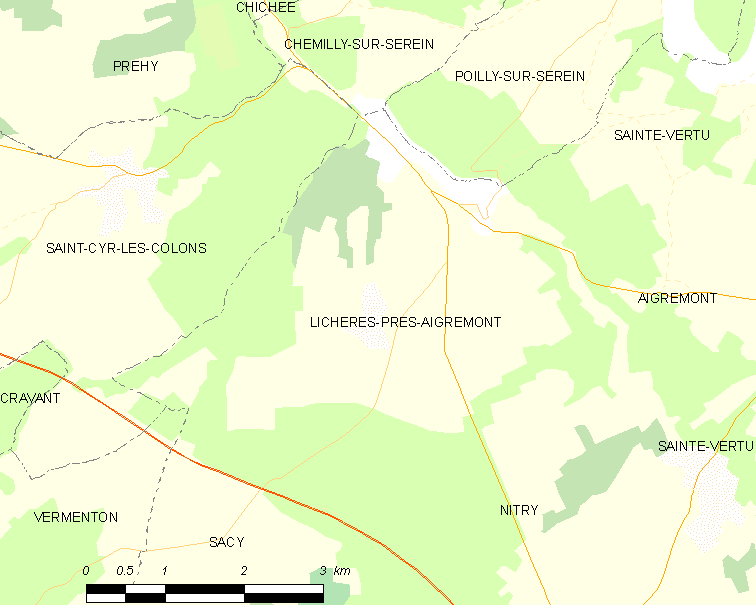
艾格勒蒙附近利谢尔的OSM定位图

艾格勒蒙附近利谢尔的时区为UTC+01:00、UTC+02:00（夏令时）。

## 行政
艾格勒蒙附近利谢尔的邮政编码为89800，INSEE市镇编码为89224。

## 政治
艾格勒蒙附近利谢尔所属的省级选区为沙布利县。

## 人口

1962-2008年间艾格勒蒙附近利谢尔人口变化图示

艾格勒蒙附近利谢尔于2022年1月1日时的人口数量为156人。